# 和爾良村

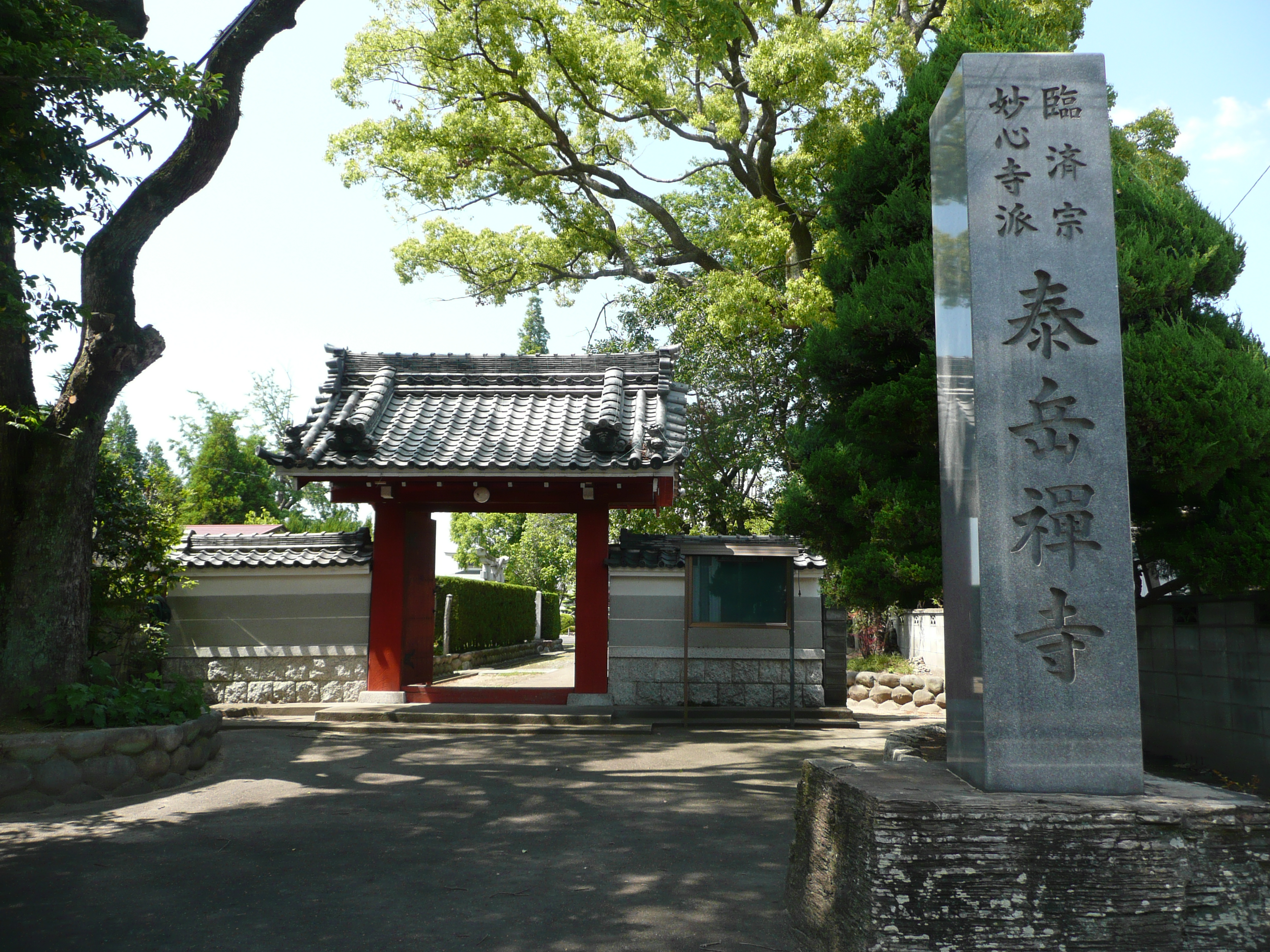
名古屋城三の丸の赤門（泰岳寺の山門）

和爾良村（かにらむら）は、かつて愛知県東春日井郡にあった村である。

## 概要
当時の所在地は現在の春日井市中南部、JR春日井駅から春日井警察署(八田町)周辺にあたる。

## 沿革
- 1878年（明治11年）郡区町村編制法施行以前 - 上条村、八田新田、大光寺子新田が合併。
- 1889年（明治22年）10月1日 - 町村制の施行により単独村制で和爾良村が発足
- 1906年（明治39年）7月16日 - 小野村と合併し、鳥居松村が発足、廃止。

## 出身人物
- 林金兵衛（初代東春日井郡長、草薙隊隊長）